# Királyok völgye 64
A Királyok völgye 64 (KV64) egy  sír az egyiptomi Királyok völgyében. A keleti völgyben fekvő sírba a XXII. dinasztia idején élt Nehmeszbasztet templomi énekesnőt temették. A sírt 2011-ben fedezte fel a Baseli Egyetem kutatócsoportja Dr. Elina Paulin-Grothe vezetésével. A felfedezést 2012. január 15-én jelentették be hivatalosan. A sír III. Thotmesz fáraó sírjához, a KV34-hez vezető úton található, emiatt a KV34-et 2012 elején lezárták a látogatók elől.
A kutatócsoport véletlenül akadt a sírra, miközben a völgy kevésbé tanulmányozott, díszítetlen sírjainak megtisztításán és dokumentálásán dolgozott. Mivel pár nappal később kitört az egyiptomi forradalom, a sírt fémajtóval lezárták és nem jelentették be a felfedezését; ekkor még abban sem voltak biztosak, hogy valóban sír.
Nehmeszbasztet nem a sír első tulajdonosa; az eredetileg a XVIII. dinasztia idején készült sírt kirabolták, majd a XXII. dinasztia idején újra felhasználták, ahogy ez több más sírral is előfordult. Még nincs hír arról, az eredeti tulajdonos azonosítható-e.
Nehmeszbasztet (vagy hasonló) néven ismertek személyek ebből az időszakból, a sír tulajdonosa – aki Ámon énekesnője volt – lehet akár Dzsedhonszuefanh Ámon-főpap leánya is. Mivel Ámon főpapjai a harmadik átmeneti korban gyakorlatilag a fáraóéval azonos hatalommal rendelkeztek, ez megmagyarázza, miért temették őt a Királyok völgyébe.
Korábban a KV64 nevet viselte egy sírnak feltételezett radaranomália, melyet a Nicholas Reeves vezette Amarna Royal Tombs Project keretében találtak 2000 őszén, de itt nem találtak sírt.

## A sír leírása
A Királyok völgyebeli mércével mérve meglehetősen kicsi sír aknasír típusú, a 3,5 m hosszú akna aljában 4,1×2,35×2,04 méteres, durván kialakított sírkamra található. A sír eredetileg a XVIII. dinasztia idején készült. Az akna és 1 méter magasságig a sírkamra is törmelékkel volt tele, melyben XVIII. dinasztia korabeli virágvázacserepet találtak, a sír padlóját borító törmelékben pedig az eredeti temetkezéshez tartozó női múmiát, két kanópuszedény-fejet és üvegtárgyakat, valamint egy fatáblácska darabját egy bizonyos Szatiah hercegnő nevével. Nem tudni, hogy a hercegnő volt-e a sír eredeti tulajdonosa.
A másodlagos temetkezéshez tartozó festett sárga feliratos fekete szikomorfakoporsót a törmelék tetején találták a kamra északi végében, lábánál pedig egy festett fasztélé állt a falnak támasztva; ez a Ré-Harahtihoz imádkozó Nehmeszbasztetet ábrázolja. A jó állapotban lévő koporsót január 16-án nyitotta fel Susanne Bickel, a Baseli Egyetem professzora, és megtalálta benne a múmiát. Bár a koporsó majdnem 2 méter hosszú, a múmia csak 155 cm magas.
A törmelékréteg alatt megtalálták az eredeti, XVIII. dinasztiabeli temetkezés egyes maradványait, közte mészkő kanópuszedények darabjait és cseréptöredékeket, de a sírt az ókorban kifosztották, emiatt a tárgyak nagy része hiányzik. A törmelékben III. Amenhotep nevét viselő bútorok darabjait és egy hercegnő nevével ellátott fatáblácskát találtak, de nem világos, ez az eredeti temetkezés részét képezi vagy később került a törmelékkel a sírba. Az északi fal mellett a padlón egy bepólyálatlan (kifosztott) múmiát találtak, aki a sír eredeti tulajdonosa lehet. A másodlagos temetkezés után nem jártak sírrablók a sírban.